# محمد عثمان بابری
محمد عثمان بابری (زاده ۱۳۴۱ ولایت هرات) سیاستمدار و استاد دانشگاه است که به‌عنوان رییس دانشکده فارمسی، معاون دانشگاه کابل، رییس ادارۀ فارمسی در وزارت صحت عامه، معین علمی وزارت تحصیلات عالی، وزیر تحصیلات عالی افغانستان و رئیس دانشگاه کابل خدمت کرده‌است. او استاد فارمکوگنوزی و فایتوتراپی دانشکده فارمسی دانشگاه کابل می‌باشد که در سوم جوزای ۱۳۹۹ به‌عنوان رئیس دانشگاه کابل منصوب گردید.
پوهاند دکتور محمد عثمان بابری فرزند مرحوم محمد صدیق بابری، در سال ۱۳۴۱ در ولایت هرات متولد گردیده و پس از اتمام دوره مکتب، لیسانس و ماستری خود را در رشتهٔ فارمسی از انستیتوت دولتی فارمسی پیتی‌گورسک روسیه در سال ۱۳۶۴ با درجه عالی (با افتخار) در عضویت کادر علمی دانشکدۀ فارمسی دانشگاه کابل شامل گردید. وی تحصیلات دورهٔ دکتورای خود را در رشتهٔ فارمکوگنوزی در دانشگاه فیلیپس ماربورگ کشور آلمان در سال ۱۳۹۸ به اتمام رسانید.

## فعالیت‌ها
بابری پس از بازگشت به افغانستان در سال ۱۳۶۴، فعالیت آکادمیک و تدریسی خویش را در دانشگاه کابل آغاز نمود و تا کنون در دیپارتمنت فارمکوگنوزی دانشکده فارمسی فعالیت می‌نماید.
پوهاند بابری به مدت پنج سال، تا سال ۱۳۷۶ به عنوان معاون دانشکده فارمسی و پس از آن در سال ۱۳۸۱ به عنوان رییس دانشکده فارمسی در پوهنتون کابل انتخاب گردید، جایی‌که طی بیش از پنج‌سال به اصلاحات اساسی و بازسازی در ساحات آکادمیک، تخدید اهداف و برنامه های آموزشی، اداری و زیربنایی پرداخت.
دکتور بابری در سال ۱۳۸۶ مدت کوتاهی را به عنوان رئیس عمومی فارمسی در وزارت صحت‌عامه منصوب شد، و با استعفا از این سمت، به حیث معاون امور علمی در دانشگاه کابل گماشته شد.
پوهاند دکتور بابری طی سالهای ۱۳۸۶–۱۳۹۷ به حیث معین تدریسی و سپس معین علمی وزارت تحصیلات عالی ایفای وظیفه نموده و طی یک دهه در وزارت تحصیلات عالی با کمک همکاران متعهد خویش، دیدگاه استراتیژیک جدیدی را در این وزارت با تدوین پلان‌های ملی استراتیژیک اول و دوم، پالیسی‌های جدید در عرصه‌های مختلف تحصیلات عالی، چارچوب قانونی جدید برای تحصیلات عالی و اقدامات‌عملی لازم را در بخش‌های مختلف به راه انداخت. نظام جدید کانکور، سیستم تضمین کیفیت و اعتباردهی در تحصیلات عالی کشور، آغاز تجدید کریکولم‌های درسی در سطح ملی، ارتقای ظرفیت اعضای کادر علمی، تفویض استقلالیت به پوهنتون‌ها، تغییر در اهداف تکنالوژی‌معلوماتی در تحصیلات عالی از جملهٔ فعالیت‌های مهم تحصیلات عالی کشور در این دوره تلقی می‌گردند. قابل یادآوری می‌باشد که دکتور بابری در دو دوره به عنوان سرپرست وزارت تحصیلات عالی نیز ایفای وظیفه نموده‌ است.وی در آغاز جوزای ۱۳۹۹ به حیث رییس دانشگاه (پوهنتون) کابل تعیین و تا اواسط سنبله ۱۴۰۰، بعد از سقوط نظام جمهوریت در این سمت کار نمود. با تدوین "برنامه تغییر"، در این مدت اقدامات معینی برای بهبود و ضعیت اکادمیک و کیفیت فعالیت این نهاد بزرگ آموزشی کشور در دست اجرا قرار گرفت.
پوهاند دکتور بابری به حیث اولین رئیس هیئت مدیره دانشگاه آسیای جنوبی (SAARC) در کشور هند طی سالهای ۲۰۱۱ تا ۲۰۱۲ ایفای وظیفه نمود. به همین سان، وی عضو شورای عالی اداره ملی استندرد (ANSA) از سال ۱۳۹۰ تا ۱۳۹۷، عضو کمیسیون عالی منع خشونت علیه زنان (۱۳۸۸ تا ۱۳۹۷) و معاون گروپ تحقیقات در تحصیلات عالی «یک کمربند و یک جاده» در چین از سال ۲۰۱۶ تا کنون می‌باشد.
وی با شرکت در کنفرانس‌ها و سمینارهای متعدد ملی و بین‌المللی SAARC , UNESCO, OIC و British Council، کنگره بین‌المللی گیاه‌شناسی و غیره، در مورد گیاهان طبی کشور و تحصیلات عالی افغانستان مقالات را ارائه داشته‌است.

## آثار
پوهاند دکتور بابری سه عنوان کتاب های درسی را تدوین و بیش از سی مقالهٔ علمی در ساحات فارمسی و تحصیلات عالی، در افغانستان، روسیه و فرانسه به نشر رسانیده‌ است.